# Filip Novák (football)
Pour les articles homonymes, voir Novak.
Filip Novák, né le 26 juin 1990 à Přerov en Tchécoslovaquie, est un footballeur international tchèque, qui évolue au poste d'arrière gauche au SK Sigma Olomouc.

## Biographie

### Carrière en club
Avec les clubs du FK Jablonec et du FC Midtjylland, Filip Novák dispute 18 matchs en Ligue Europa, pour un but inscrit.

### Carrière internationale
Filip Novák compte deux sélections avec l'équipe de Tchéquie depuis 2015,. 
Il est convoqué pour la première fois en équipe de Tchéquie par le sélectionneur national Pavel Vrba, pour un match amical contre la Slovaquie le 31 mars 2015. Lors de ce match, Filip Novák entre à la 81e minute de la rencontre, à la place d'Adam Hloušek. Le match se solde par une défaite 1-0 des Tchèques. 

## Palmarès
- Avec le FK Jablonec
  - Vainqueur de la Coupe de Tchéquie en 2013
  - Vainqueur de la Supercoupe de Tchéquie en 2013
- Avec le Trabzonspor
  - Vainqueur de la Coupe de Turquie en 2020